# Capitophorus pakansus
Capitophorus pakansus är en insektsart som beskrevs av Hottes och Theodore Henry Frison 1931. Capitophorus pakansus ingår i släktet Capitophorus och familjen långrörsbladlöss. Enligt den finländska rödlistan är arten nära hotad i Finland. Arten är reproducerande i Sverige. Artens livsmiljö är parker, gårdsplaner och trädgårdar. Inga underarter finns listade i Catalogue of Life.